# Mallinella cinctipes
Mallinella cinctipes là một loài nhện trong họ Zodariidae.
Loài này thuộc chi Mallinella. Mallinella cinctipes được Eugène Simon miêu tả năm 1893.